# Зимин, Леонид Сергеевич
Леонид Сергеевич Зимин (1902—1970) — советский энтомолог, диптеролог, доктор биологических наук.

## Биография
Родился в Москве 23 февряля (8 марта) 1902 г. в семье инженера. Затем семья жила в Ростове-на-Дону и в Одессе; окончил Одесскую гимназию. Во время Гражданской войны был мобилизован в Белую армию телефонистом, но вскоре заболел тифом и несколько месяцев провел в госпиталях; в боях не участвовал. При вступлении Красных в Севастополь, перешел на их сторону, служил телефонистом. После демобилизации в начале 1921 г. вернулся в Одессу, в дом родителей, работал при Мастерской наглядных пособий НКЗ по сбору ботанических и зоологических материалов, и тогда же начал заниматься двукрылыми. В 1924-25 гг. — препаратор Одесской Станции защиты растений. В 1925-30 гг. по направлению НКЗ Украины обучался в Ленинграде на Высших курсах прикладной зоологии и фитопатологии (позднее — Институт прикладной зоологии и фитопатологии), занимался систематикой под руководством А. А. Штакельберга и А. Н. Кириченко. В 1926-31 гг. работал на этих же курсах при кафедре систематики насекомых, а в летние сезоны выезжал в Среднюю Азию. С 1932 по 1936 годы работал на Средне-Волжской станции защиты растений в Самаре (Куйбышеве). С 1936 по 1938 годы заведовал кабинетом вредителей зерновых культур Всесоюзного института защиты растений. С начала 1939 по конец 1945 года заведовал сектором зоологии в Таджикском филиале АН СССР. В декабре 1943 г. во время эвакуации ЗИН в Сталинобад (Душанбе) защитил там кандидатскую диссертацию «Кубышки саранчовых — морфология, экология, систематика». В начале 1945 г. принят на работу в Институт прикладной зоологии и фитопатологии (в Ленинграде) и в июне этого же года организовал в Ленинграде Бюро определений вредителей и болезней культурных растений при Министерстве сельского хозяйства СССР. В 1950 году в Москве защитил докторскую диссертацию по монографии тома Фауны СССР. С 1959 по 1968 годы работал в Всесоюзном институте защиты растений. Автор Определителя личинок синантропных мух Таджикистана (1948) и многих других работ, посвященных, в том числе, двукрылым СССР, борьбе с вредителями, паразитами и распространителями болезней.

Могила Зимина на Ново-Волковском кладбище Санкт-Петербурга.

## Публикации
- Зимин Л. С. Определитель личинок синантропных мух Таджикистана: (По 3-й стадии). — М.—Л.: Изд-во АН СССР, 1948. — 116 с.
- Зимин Л. С. Сем. Muscidae. Настоящие мухи (трибы Muscini, Stomoxydini) // Фауна СССР. Насекомые двукрылые. — М.—Л.: Издательство АН СССР, 1951. — Т. 18, вып. 4. — 287 с. — (Новая серия № 45).
- Зимин Л. С., Коломиец Н. Г. Паразитические двукрылые фауны СССР (Diptera, Tachinidae) : (Определитель). — Новосибирск: Наука, 1984. — 233 с.